# École des jeunes de langues

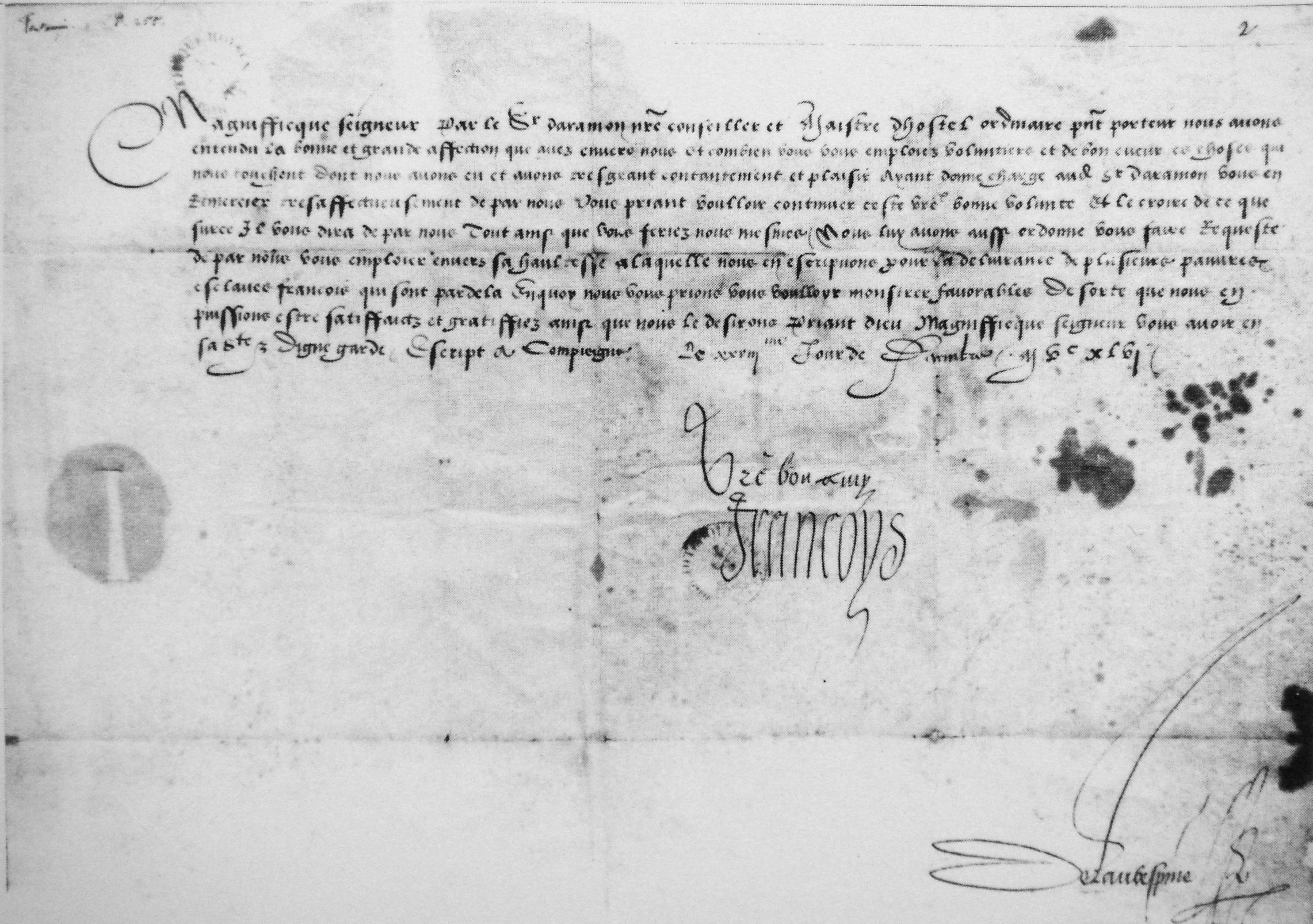
Brief von FranzI. an Yunus Bey, den Dragoman Süleymans des Prächtigen.

Die École des jeunes de langues (frz.; „Jugendsprachschule“) wurde 1669 auf Initiative des französischen Staatsmannes Jean-Baptiste Colbert (1619–1683) eingerichtet, um für das Ancien Régime zukünftige Dolmetscher (französisch drogman genannt) in den orientalischen Sprachen der Levante auszubilden, d. h. Türkisch, Arabisch, Persisch, Armenisch und so weiter.

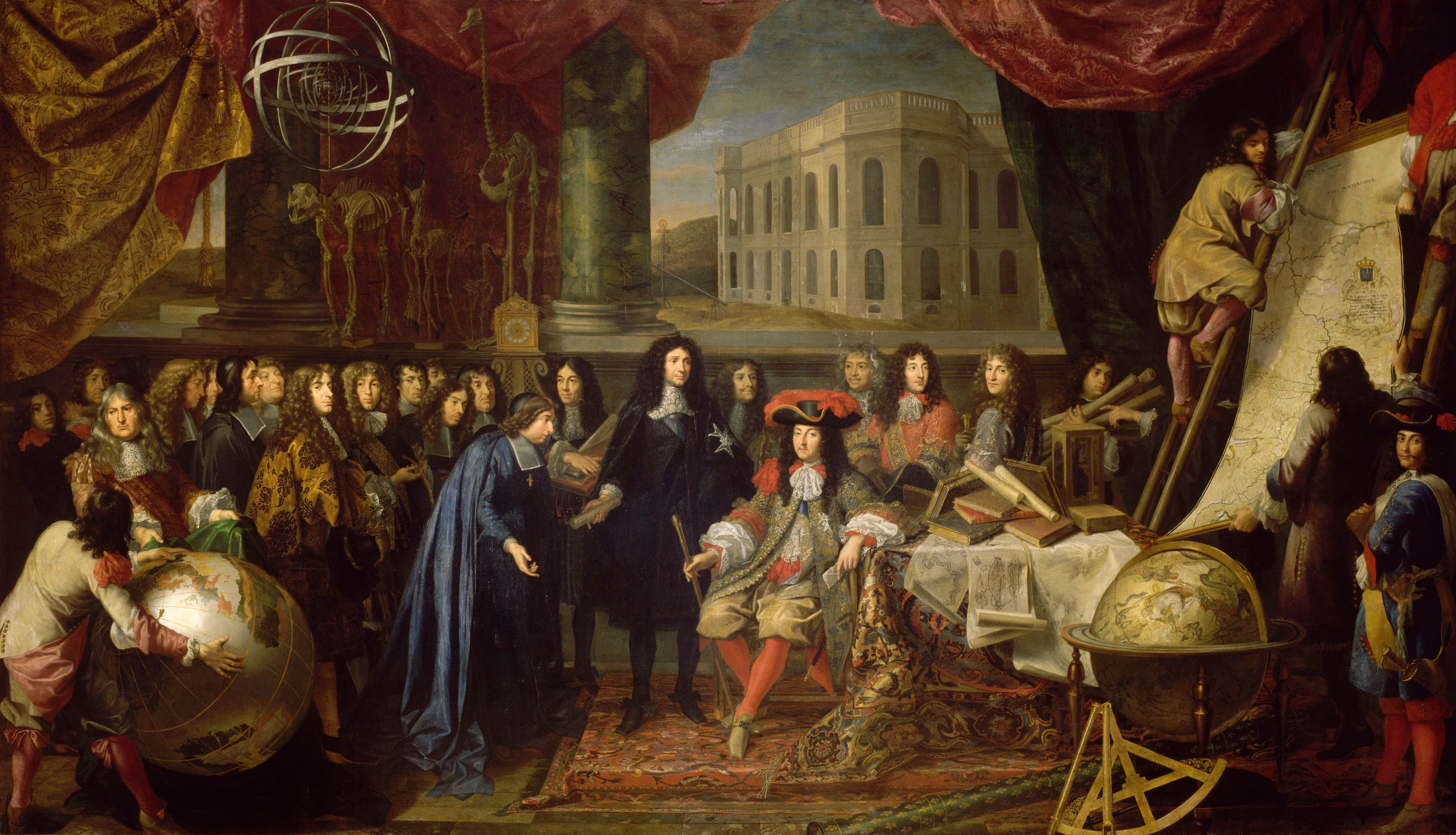
Colbert stellt Ludwig XIV. die Mitglieder der Königlichen Akademie der Wissenschaften vor (1667)

Die Schule systematisierte solche Ausbildungsaktivitäten, die sie bereits das nach dem Vorbild des Löwener Collegium Trilingue (Collège des trois langues / Kollegium der drei Sprachen) errichteten Collège de France in Paris begonnen worden waren. Letzteres war 1530 von Franz I. von Frankreich auf Initiative der Witwe von Heinrich IV., Marie de Medici, eingerichtet worden, um einen Arabischkurs anzubieten.
Zu Beginn des 18. Jahrhunderts wurde die  École des Jeunes de langues dem Jesuitenkolleg, dem zukünftigen Lycée Louis-le-Grand im Collège de Clermont angegliedert. Die Ausbildung seiner Studenten (frz. jeunes de langues genannt) fand zum Teil in Konstantinopel (Istanbul) und in Paris statt. Sie waren oft Kinder französischer Diplomaten oder Kaufleute, die bereits im Osmanischen Reich oder den christlichen Gebieten des Ostens tätig waren.
Zu den Alumni der Schule zählen Jean-Baptiste Adanson (1732–1804), Alexandre Deval (1716–1771), Charles Deval (1806–1862), Constantin Deval (1767–1816), Charles Fonton (1725–1793) oder Lary Baldwin (1736–1801).
Im 19. Jahrhundert wurde die Schule schrittweise von der École des langues orientales (Schule für orientalische Sprachen) übernommen (gegründet 1795, heute das Institut national des langues et civilisations orientales (INALCO)).
Vergleichbare orientalistische Institutionen für de Entwicklung der Dolmetscherausbildung im deutschen Sprachraum sind die Kaiserlich-königliche Akademie für Orientalische Sprachen (Wien) und das Seminar für Orientalische Sprachen (Berlin).